# Caligo eurilochus
Caligo eurilochus, soms uilvlinder genoemd, is een vlinder uit de familie Nymphalidae, de vossen, parelmoervlinders en weerschijnvlinders. 

## Kenmerken
De spanwijdte van de vlinder is 100 tot 130 millimeter. De bruingrijze tekening heeft opvallende oogvlekken. 

## Leefwijze
Bij bedreiging spreidt de vlinder zijn vleugels om zijn belager af te schrikken met de starende blik van een uil. Dergelijke kleuren worden aposematische kleuren of schrikkleuren genoemd. De imago's leven met name van de sappen van rottend fruit.

## Voorkomen
De vlinder komt voor in Midden- en Zuid-Amerika. De rupsen leven van planten uit onder andere de geslachten Heychium, banaan, en Heliconia.

## Galerij

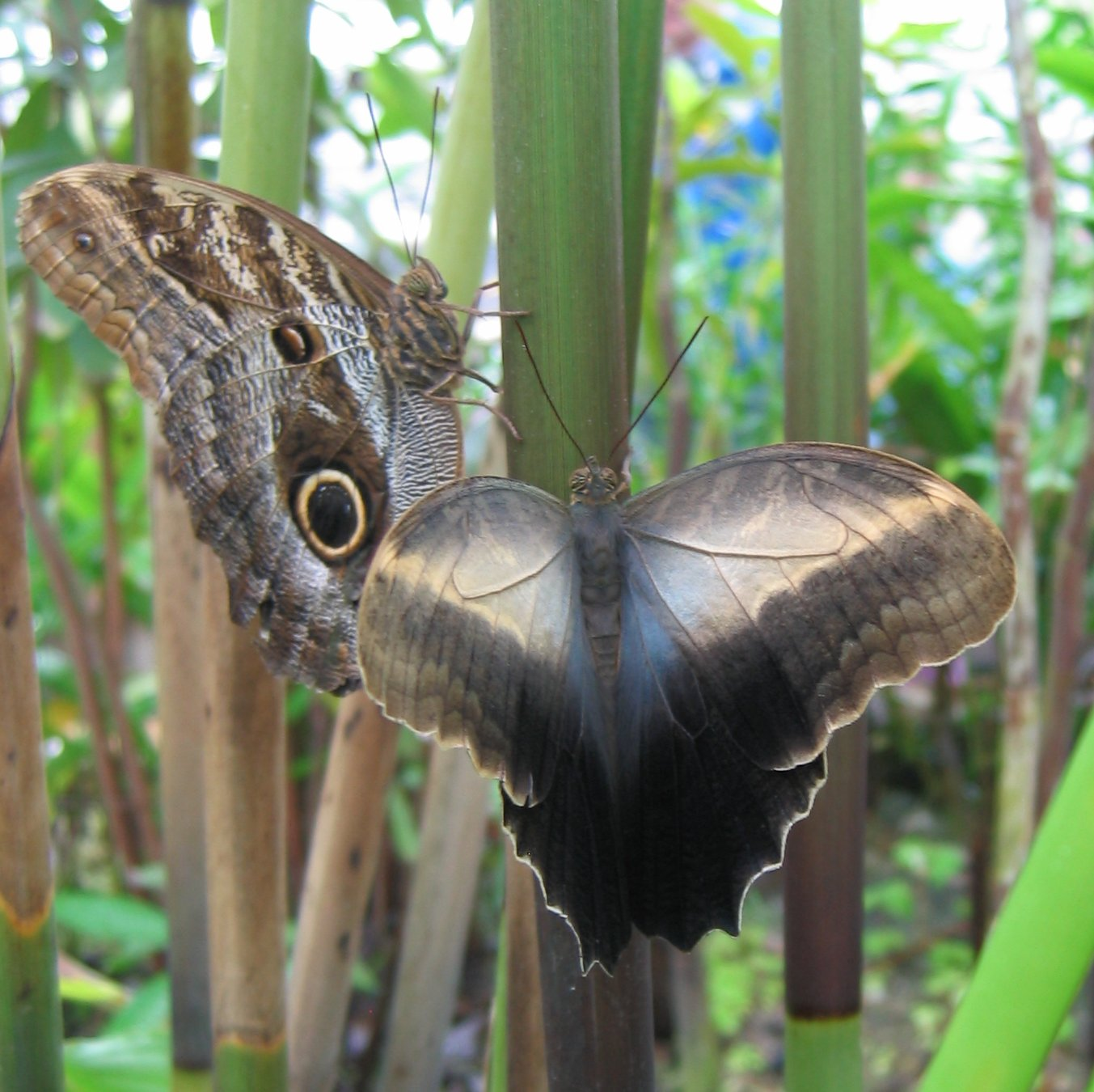
Binnenkant van de vleugels
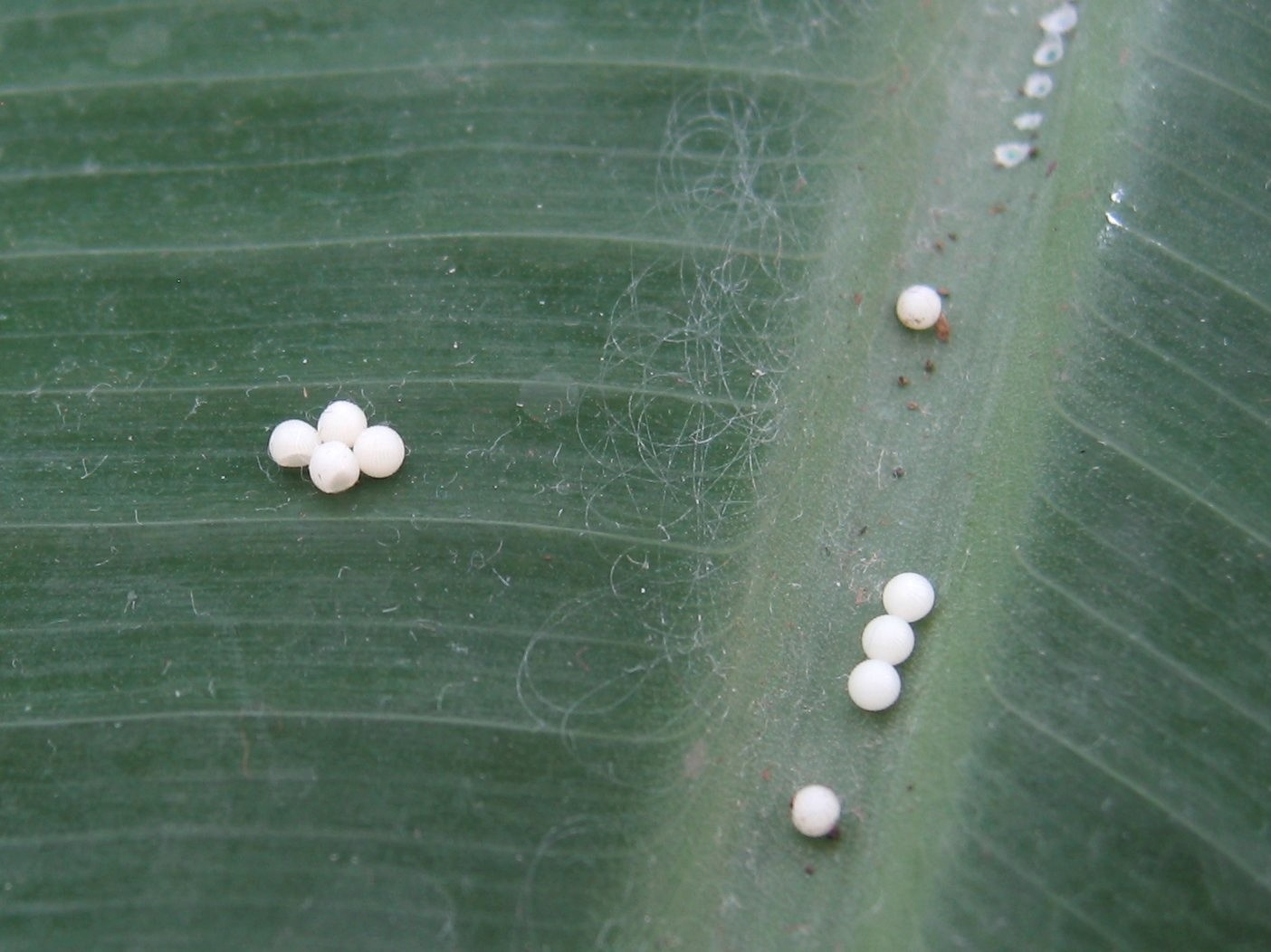
Eieren
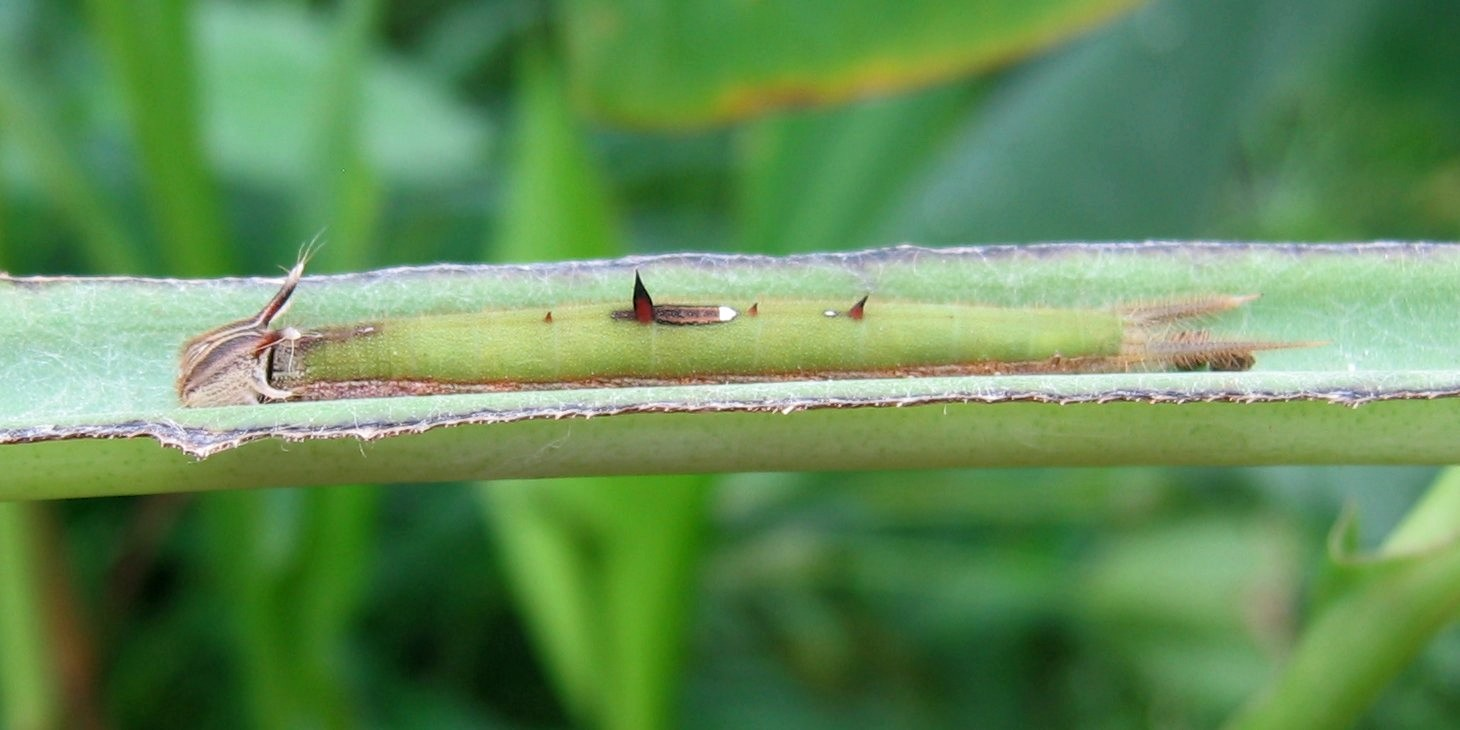
Rups
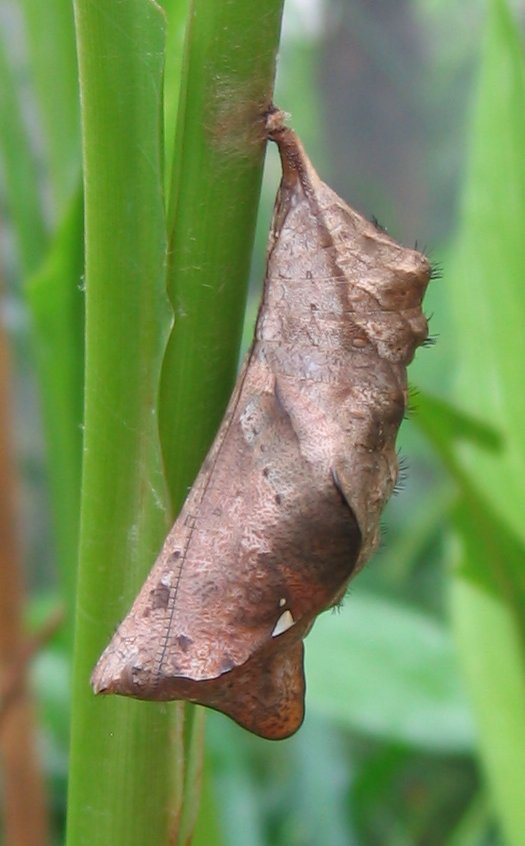
Pop